# 企鹅酮
企鹅酮（英語：Penguinone），分子式为C10H14O，是一种结构式的形状类似于企鹅的有机物。
Penguinone这个混成词由penguin（企鹅）和后缀-one（酮）所组成。

## 另見
- 奈米小人
- 名稱獨特的化學物質列表